# Волочанское
Волочанское — озеро в России, располагается на севере Ижемского района Республики Коми.
Находится на высоте 45 м над уровнем моря. Площадь водной поверхности — 1,6 км². Площадь водосборного бассейна — 265 км². На севере сообщается с соседним озером Ыджыд-Косты. С южной стороны впадают реки Палкин-Ёль и Волганский-Ёль.

## Данные водного реестра
По данным Государственного водного реестра России относится к Двинско-Печорскому бассейновому округу, водохозяйственный участок — Печора от водомерного поста Усть-Цильма и до устья, речной подбассейн — бассейны притоков Печоры ниже впадения Усы. Речной бассейн — Печора.
Код объекта в государственном водном реестре — 03050300211103000019902.